# 唐書志傳
唐书志传通俗演义又名秦王演义、唐国志传、唐书演义、隋唐演义，简称唐书志传，是一種说唐系列小说，全書共八卷九十回，作者是明朝的熊大木。全書主要講述的是李世民一生，時間上上起隋炀帝大业十三年（617年），下至唐太宗贞观十九年（645年）。唐书志传的最早刊本为嘉靖癸丑（1553年）青江堂刊本。